# Rajd Niemiec AvD 1960
Rajd Niemiec AvD/ADAC 1960 (4. AvD/ADAC Deutschland Rallye) – 4. edycja rajdu samochodowego Rajd Niemiec AvD/ADAC rozgrywanego w RFN. Rozgrywany był od 28 września do 2 października 1960 roku. Była to dwunasta runda Rajdowych Mistrzostw Europy w roku 1960.

## Klasyfikacja rajdu
| Miejsce                | Kierowca               | Pilot                  | Samochód               | Czas                   | Strata                 |                        |
| Klasyfikacja generalna | Klasyfikacja generalna | Klasyfikacja generalna | Klasyfikacja generalna | Klasyfikacja generalna | Klasyfikacja generalna | Klasyfikacja generalna |
| ---------------------- | ---------------------- | ---------------------- | ---------------------- | ---------------------- | ---------------------- | ---------------------- |
| 1.                     | Gunnar Andersson       | Walter Karlsson        | Volvo PV 544           |                        | 0.0                    |                        |
| 2.                     | René Trautmann         | Jean-Claude Ogier      | Citroën ID 19          |                        |                        |                        |
| 3.                     | Rolf Kreder            | Rolf Knoll             | Mercedes-Benz 190 b    |                        |                        |                        |
| 4.                     | Walter Schock          | Rolf Moll              | Mercedes-Benz 220 SE   |                        |                        |                        |
| 5.                     | Alfred Kling           | Peter Falk             | Auto Union 1000        |                        |                        |                        |
| 6.                     | Egon Evertz            | Manfred Kierdorf       | Auto Union 1000        |                        |                        |                        |
| 7.                     | Klaus Block            | Herbert Paul           | BMW 700                |                        |                        |                        |
| 8.                     | David Seigle-Morris    | Stuart Turner          | Austin-Healey 3000     |                        |                        |                        |
| 9.                     | Ewy Rosqvist           | Anita Rosqvist-Borg    | Volvo PV 544           |                        |                        |                        |
| 10.                    | Helmut Malsch          | Gerhard Pfefferle      | Mercedes-Benz 190 b    |                        |                        |                        |
| Klasyfikacja ERC       |                        |                        |                        |                        |                        |                        |
| 1.                     | Gunnar Andersson       | Walter Karlsson        | Volvo PV 544           |                        | 0.0                    |                        |
| 2.                     | René Trautmann         | Jean-Claude Ogier      | Citroën ID 19          |                        |                        |                        |
| 3.                     | Rolf Kreder            | Rolf Knoll             | Mercedes-Benz 190 b    |                        |                        |                        |
| 4.                     | Walter Schock          | Rolf Moll              | Mercedes-Benz 220 SE   |                        |                        |                        |
| 5.                     | Alfred Kling           | Peter Falk             | Auto Union 1000        |                        |                        |                        |
| 6.                     | Egon Evertz            | Manfred Kierdorf       | Auto Union 1000        |                        |                        |                        |
| 7.                     |                        |                        |                        |                        |                        |                        |
| 8.                     |                        |                        |                        |                        |                        |                        |
| 9.                     |                        |                        |                        |                        |                        |                        |
| 10.                    | Helmut Malsch          | Gerhard Pfefferle      | Mercedes-Benz 190 b    |                        |                        |                        |